# خضير الشبلي
خضير الشبلي أحد أهم العازفين على آلة القانون عندنا، وامكانية عزفه المعروفة سمحت له بأن يقود الفرقة الموسيقية في الإذاعة العراقية لسنوات ويسهم مع الراحل روحي الخماش والراحل غانم حداد وسواهما في الفرقة التراثية في اداء الالحان العراقية المتميزة. عزف وصاحب معظم المطربين الكبار أمثال محمد القبانجي وناظم الغزالي ويوسف عمر وغيرهم من مطربي المقامات ومطربي ومطربات الأغاني البغدادية مثل صديقة الملاية وسليمة مراد وعفيفة اسكندر وغيرهن ورافق مطربي الريف امثال حضيري أبوعزيز وداخل حسن وناصر حكيم وغيرهم.

## حياته الفنية
ولد خضير عباس ابن جليل ابن محمد كاظم اغا القيسي في محلة البو شبل ببغداد عام 1929، ترك متقاعد الدراسة بسبب وفاة والده وانصرف للعمل بمقهى شاؤول، تلك المقهى التي كانت ملتقى لعدد من المطربين والفنانين امثال الفنان محمد القبانجي والفنان رشيد القندرجي وحسن خيوكه وعبد القادر حسون. وكان ولع الفنان الشبلي بالمقام العراقي قد دفعه للتعرف عن قرب على هؤلاء الفنانين الذين كانوا يتخذون من سطح المقهى مكانا لهم.
في عام 1946 قدر للفنان إلتحق بمعهد المواساة للمكفوفين وتتلمذ في تلك المرحلة على يد العازف الماهر (الأستاذ يوسف زعرور)، وتعرف في هذا المعهد على اصول الانغام والنوطة بمساعدة صديقه (سلمان البصون) الذي كان يجيد العزف على آلة القانون، وفي تلك المرحلة تعلم المقامات واصول العزف واستطاع الشبلي ان يحصل على آلة قانون.
في عام 1947 عزف في إحدى حفلات المطربة سليمة مراد، وكانت تلك أول محاولة له. اما المحاولة الثانية فكانت مع الفنان محمد القبانجي في الحفل الذي اقيم بنادي المحامين في ذلك العام.
في عام 1948 وعندما هاجر معظم العازفين اليهود، طلب محمد القبانجي من الفنان جميل بشير بتشكيل فرقة موسيقية خاصة بالإذاعة، وتم تشكيل هذه الفرقة عام 1949 ؛ والتي ضمت جميل بشير رئيسا وخضر الياس عازفا على الناي ومنير بشير عازفاً على العود وحسين عبد الله عازفاً على الطبلة، وكان خضير الشبلي عازفاً على القانون.
بعد هذه الفرقة تم تشكيل فرقة ثانية بقيادة الفنان روحي الخماش وكانت أول حفلة قدمتها الفرقة بمصاحبة الفنان شاكر النجار الذي غنى مقام الصبا. وفي الحفلة الثانية للفرقة غنى فيها حسن خيوكه وناظم الغزالي، وكانت تذاع على الهواء مباشرة.
في عام 1950 افتتح في بغداد ملهى شهرزاد، وكانت المطربة سليمة مراد تغني فيه وكان الشبلي واحدا من العازفين في ذلك الملهى. في عام 1952 تم توسيع رقعة بث الإذاعة بربطها بخط مع لندن وكان الشبلي أول من افتتحها بعزف منفرد على القانون ثم غنى الفنان ناظم الغزالي.
```
لقد عزف الفنان خضير الشبلي لعدد من المطربات والمطربين، ورافقهم في عدد من حفلاتهم الجماعية منها والفردية، رافق حضيري أبو عزيز عام 1954 في رحلته الفنية إلى لبنان للمشاركة في حفل غنائي. وكان من بين حضور الحفل الفنانين فريد الاطرش وعبد الحليم حافظ، وقد نقلت وقائع الحفل على الهواء مباشرة بحضور رئيس جمهورية لبنان.
[
2
]
```

رافق معظم المطربات والمطربين في اغانيهم وحفلاتهم، كالمطربة صديقة الملاية التي كانت تصر على وجوده معها بصحبة جميل بشير، والمطربة نرجس شوقي التي كانت تغني الاغنية العراقية على طريقتها الخاصة.

## وصلات خارجية
- مقطع فيديو لعازف القانون خضير الشبلي - شرح سلم مقام اللامي من موقع vimeo.com